# 中書島
中書島（ちゅうしょじま）は、京都市伏見区の地名。かつて（京都市編入前）、伏見市（伏見町）中書島という地名で、字東柳・字西柳があった。現在の伏見区東柳町・西柳町に相当する。

## 地理
京阪中書島駅が最寄り駅であり、南北に竹田街道が通っている。四方を川（南は宇治川、西は濠川、北と東は宇治川派流）に囲まれており、かつて巨椋池に浮かぶ島であった名残をとどめている。

## 由来
文禄年間、中務少輔に任官していた脇坂安治が宇治川の分流に囲まれた島に屋敷を建て住んだことから、「中書島」の名前が生まれたとされる。中務少輔の唐名が「中書」であったことから、脇坂は「中書（ちゅうじょう）さま」と呼ばれていた。その「中書さま」の住む屋敷の島という理由で「中書島」と呼ばれるようになった。伏見には他にも、かつての大名屋敷にちなむ地名が多い。

## 歴史

中書島遊廓（花街） 紋章

桃山時代まで伏見港一帯は湿地であった。豊臣秀吉が伏見城を政庁としたことによって、武家屋敷が立ち並ぶようになったが、江戸幕府は伏見城を廃城としたため江戸時代前期に荒廃した。一方で高瀬川が開削され京都と大坂が結ばれると、その河口としてふたたび水運における重要性が増した。その後、伏見城下にあった遊廓が移転され、繁栄するようになる。柳町遊郭とも呼ばれた。
酒の名所であるために遊びに来る人が多く、また、宇治川に近く、交通の便が良い中書島は遊廓であると同時に芸妓屋が集まる花街となり、祇園をしのぐほどの名妓を輩出してきた。
1910年（明治43年）、京阪電車の創業とともに中書島駅が開業。1914年（大正3年）には京都電気鉄道（のち京都市電伏見線）が中書島駅まで延長され、ますます栄えるようになった。この頃には貸座敷77軒、娼妓282人、芸妓45人であった。昭和初期には深草に司令部を置く第16師団の将校、兵士も遊廓、花街を利用していた。
売春防止法の施行直前、1958年（昭和33年）3月15日7に約半数が学生相手の下宿屋に転業した。残りはお茶屋（置屋から女性を派遣）として営業を続けたが次第に衰退し、1970年（昭和45年）には花街としての長い歴史に終止符を打った。現在は商店街、飲み屋街、住宅地であり、わずかながら花街、遊廓時代の建物が残されている。
この地で生まれた西口克己の小説『廓』の舞台になったことでも知られる。